# Hanhijänkä-Pierkivaaranjänkä
Hanhijänkä-Pierkivaaranjänkä este o arie protejată (arie specială de conservare — SAC, sit de importanță comunitară — SCI) din Finlanda întinsă pe o suprafață de 4.648 ha, integral pe uscat.

## Localizare
Centrul sitului Hanhijänkä-Pierkivaaranjänkä este situat la coordonatele 69°11′52″N 27°09′15″E / 69.1978°N 27.1542°E.

## Înființare
Situl Hanhijänkä-Pierkivaaranjänkä a fost declarat sit de importanță comunitară în august 1998 pentru a proteja 2 specii de animale. Situl a fost protejat și ca arie specială de conservare în aprilie 2015.

## Biodiversitate
Situată în ecoregiunile alpină și boreală, aria protejată conține 10 habitate naturale: Lacuri și iazuri distrofice naturale, Râuri naturale fino-scandinave, Cursuri de apă de la nivel de câmpie la nivel montan, cu vegetație Ranunculion fluitantis și Callitricho-Batrachion, Mlaștini turboase de tranziție și turbării mișcătoare, Mlaștini alcaline, Turbării Aapa, Turbării Palsa, Taiga vestică, Mlaștini împădurite, Păduri aluvionare cu Alnus glutinosa și Fraxinus excelsior (Alno-Padion, Alnion incanae, Salicion albae).
La baza desemnării sitului se află mai multe specii protejate de  mamifere (2): gluton (Gulo gulo), vidră de râu (Lutra lutra).
Pe lângă speciile protejate, pe teritoriul sitului au mai fost identificate 2 specii de plante, 10 specii de păsări, 2 specii de mamifere.